# Navarolo-Kanal

Navarolo-Kanal

Der Navarolo-Kanal (italienisch Canale Navarolo) ist ein Entwässerungskanal in der lombardischen Provinz Cremona in Norditalien.

## Hydrographie
Das untere Ende des Kanals liegt bei Isola Pescaroli, wo ein Hebewerk sein Wasser in den Fluss Po einleitet. Er steigt in nördlicher Richtung bis in die Nähe der Ortschaft San Daniele Po und von dort nach Osten bis Castelponzone, wo er sich in zwei Arme teilt.
Der nördliche Arm verläuft in Richtung der Ortschaft San Giovanni in Croce und dann weiter nach Osten bis Gazzuolo, wo er in den Oglio mündet.
Der südliche Arm verläuft parallel zum nördlichen Arm bis Spineda, biegt dann nach Süden ab und erreicht Commessaggio, wo er in den Canale Bogina eingeleitet wird.

## Geschichte
Das Gebiet, das sich von der Po-Schleife bis zur Mündung des Oglio und der Stadt Cremona erstreckt, war schon immer von starken Überschwemmungen betroffen, die die Anwohner seit der Antike dazu gezwungen haben, für die Sanierung zu kämpfen. Spuren von Pfahlbausiedlungen, Gräbern und Artefakten datieren die Anwesenheit von Menschen bis in die Bronzezeit.
Im Jahr 1583 ließ Vespasiano Gonzaga einen 28 Meter hohen Turm am Ufer des Navarolo-Kanals errichten, wo eine sehr alte schwimmende Brücke (Pontonbrücke) den Zugang zur Stadt Commessaggio ermöglicht.

## Tourismus

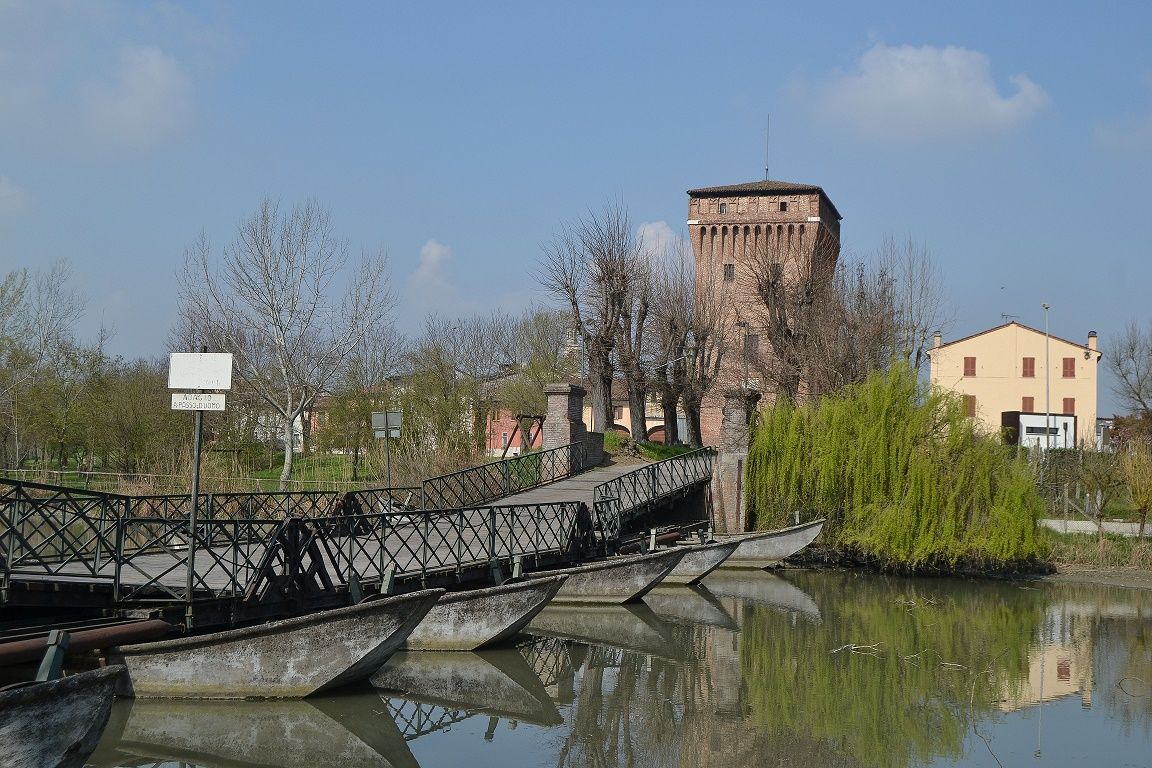
Ponte di barche

Der Tourismus konzentriert sich sowohl auf die Natur mit ihrer vielfältigen, für Sumpfgebiete typischen Flora und Fauna als auch auf die Geschichte mit ihren Pfahlbausiedlungen und Gebäuden, die spätestens ab dem 16. Jahrhundert errichtet wurden.
- In Commessaggio steht der Turm der Gonzaga, der einst zur Erhebung von Steuern diente und später zur Unterkunft des Kommandanten der Regionalgarde und seiner Soldaten wurde. Im Inneren befindet sich ein schöner Marmorkamin und eine Wendeltreppe aus Marmor.

- Bei der Pontonbrücke (ital. Ponte di barche) steht die Kirche Sant’Albino und das kleine und sehr alte Oratorium von Sainta Maria in Ripa D’Adda. Letzteres hat eine unterirdische Krypta, die über eine in den Marmor gehauene Treppe aus der Langobardenzeit zu erreichen ist.

- Der Regionalpark des südlichen Oglio und des Bogina-Kanals bietet eine Vielfalt an lokaler Flora und Fauna, die niemanden unberührt lassen kann.